# Laetmonice nuchipapillata
Laetmonice nuchipapillata är en ringmaskart som först beskrevs av Augener 1906.  Laetmonice nuchipapillata ingår i släktet Laetmonice och familjen Aphroditidae. Inga underarter finns listade i Catalogue of Life.